# Брама небесна
Брама небесна (англ. Heaven's Gate) — американський кінофільм 1980 року виробництва, вважається одним з найбільших касових провалів в історії Голлівуду.

## Сюжет
За основу фільму взялась «війна округу Джонсон», зіткнення, яке сталося в Вайомінгі в 1890 році. В окрузі Джонсон шериф Джеймс Еверіл намагається захистити інтереси європейських іммігрантів-фермерів від посягань багатих землевласників, які наймають Натана Чампіона для залякування поселенців. Починається збройний конфлікт між найманцями землевласників і фермерами, що намагаються побудувати нове життя на американському кордоні, який досягає апофеозу в жорстокому бою. І тільки регулярна армія зможе зупинити кровопролиття.

## У ролях
| Актор             | Роль              |
| ----------------- | ----------------- |
| Кріс Крістоферсон | Джеймс Аверілл    |
| Крістофер Вокен   | Натан Д. Чемпіон  |
| Джон Герт         | Вільям К. Ірвін   |
| Сем Вотерстон     | Френк Кантон      |
| Бред Дуріф        | містер Егглестон  |
| Ізабель Юппер     | Елла Уотсон       |
| Джозеф Коттен     | Преподобний лікар |
| Джефф Бріджес     | Джон Бріджес      |
| Джефрі Льюїс      | Трапер Фред       |
| Пол Косло         | мер Чарлі Лезак   |
| Террі О'Квінн     | капітан Мінарді   |
| Том Нунан         | Джейк             |
| Міккі Рурк        | Нік Рей           |
| Віллем Дефо       | Віллі             |